# Scraptia maxima
Scraptia maxima es una especie de coleóptero de la familia Scraptiidae.

## Distribución geográfica
Habita en Kilimanjaro, Kenia.